# Geolocalizzazione
La geolocalizzazione è l'identificazione della posizione geografica nel mondo reale di un dato oggetto, come ad esempio un telefono cellulare o un computer connesso o meno ad Internet, secondo diverse tecniche.

## Descrizione

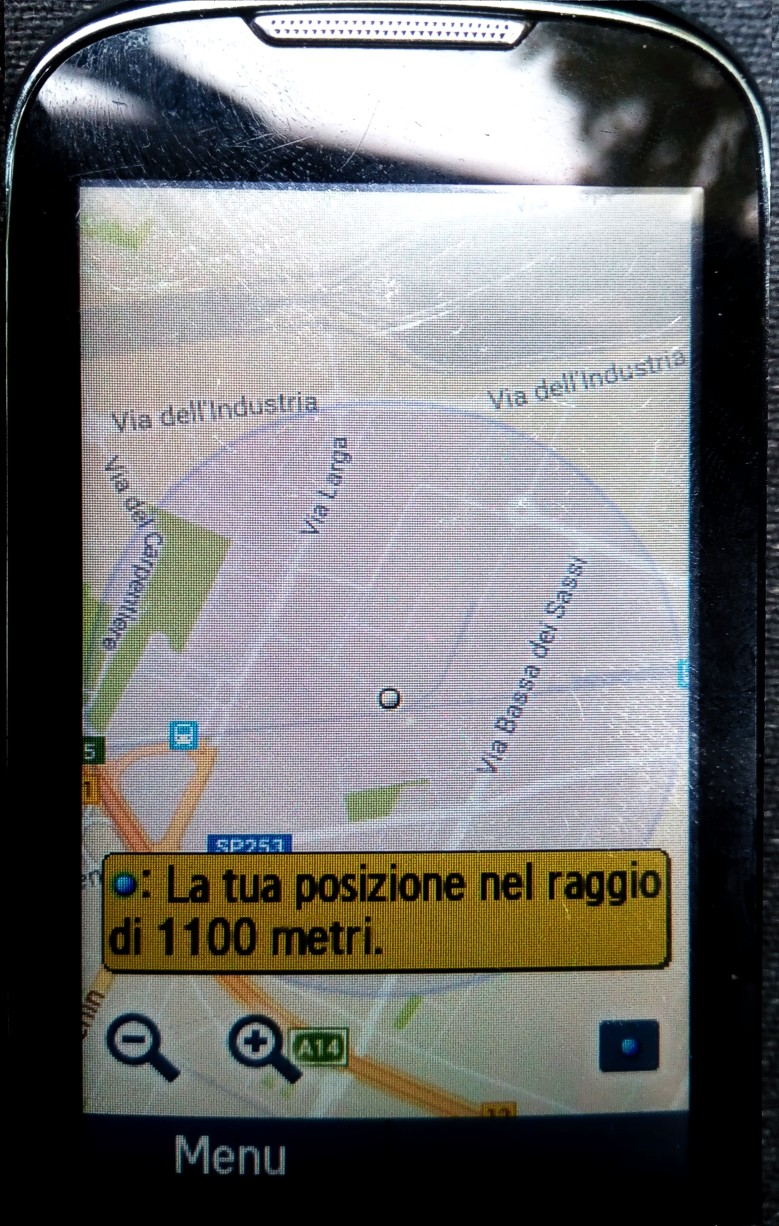
Cellulare che tramite un programma geolocalizza la propria posizione tramite le reti cellulari, è possibile notare che oltre alla posizione rilevata, viene indicato anche il perimetro di errore di stima della localizzazione

Le tecnologie più utilizzate si suddividono tra sistemi di localizzazione basati su segnale radio (radiolocalizzazione), sistemi per via cablata o sistemi ibridi:
- Sistema satellitare globale di navigazione (GPS, GLONASS, ecc.): è basato sui segnali radio ottenuto da satelliti artificiali in orbita attorno alla Terra;
- Localizzazione tramite le celle della rete telefonica cellulare: si analizza la potenza del segnale radio di ogni cella telefonica in relazione alla rispettiva stazione radio base (che ha coordinate geografiche note) collegata con il dispositivo mobile o terminale e ne viene determinata la distanza da questa in base alla conoscenza dell'attenuazione dell'ambiente di radiopropagazione;
- Tramite la rete WiFi o WLAN: è basato sul segnale delle diverse fonti WiFi, le quali vengono a loro volta localizzate tramite la Rete Internet;
- Rete Internet: tramite l'indirizzo IP della propria rete Internet, dove la localizzazione dipende dalla registrazione del collegamento ad una base di dati;
- Localizzazione in loco: tramite i sistemi ARVA o RECCO nel caso di persone sepolte da valanghe.

## Uso
Nel corso degli anni aziende come Apple, Google e Facebook, favoriti dall'esponenziale crescita di dispositivi mobili quali smartphone hanno introdotto la funzione di geolocalizzazione dei propri utenti incrementando il numero di servizi disponibili nelle proprie piattaforme, quali ad esempio geomarketing o integrazione nelle reti sociali.
I servizi di geolocalizzazione tramite reti cellulari vengono sempre più spesso utilizzati a posteriori dalle forze dell'ordine e giudiziarie nelle loro attività investigative in casi criminosi grazie alle capacità di memorizzazione dei dati degli utenti (es. aggancio ad una cella) da parte del sistema oppure in casi di pubblica sicurezza o ricerca di persone scomparse.
Altra applicazione di un sistema di geolocalizzazione è l'antifurto satellitare.

## Modalità
La geolocalizzazione può essere effettuata anche con un sistema cartografico, così come avveniva in epoca pre-informatica.
Si noti che georeferenziare e geolocalizzare non sono sinonimi: la prima è l'attribuzione di un metadato geografico ad un insieme di dati.